# مایکل بوبله
مایکل استیون بوبْلِی (به انگلیسی: Michael Steven Bublé) (زادهٔ ۹ سپتامبر ۱۹۷۵) خواننده و ترانه‌سرای کانادایی است. او موفق به کسب چندین جایزه، از جمله چهار جایزه گرمی و چند جایزه جونو شده‌است. اولین آلبوم او به Topten کانادا و انگلستان نیز دست یافته‌است. موفقیت‌های او در سراسر جهان ادامه دارد. در سال ۲۰۰۵ آلبوم «وقت آن رسید» و در سال ۲۰۰۷ آلبوم «فکر کن من بی‌مسئولیتم» موفقیت‌های تجاریِ بزرگ‌تری برای وی به ارمغان آورد: رسیدن به شمارهٔ یک در چارت کانادا و بیلبورد ۲۰۰ در ایالات متحدهٔ آمریکا و استرالیا.
تاکنون بیش از ۳۵ میلیون نسخه از آلبوم‌های او در سراسر جهان به فروش رسیده‌است.